# Wyżyna Gwinejska

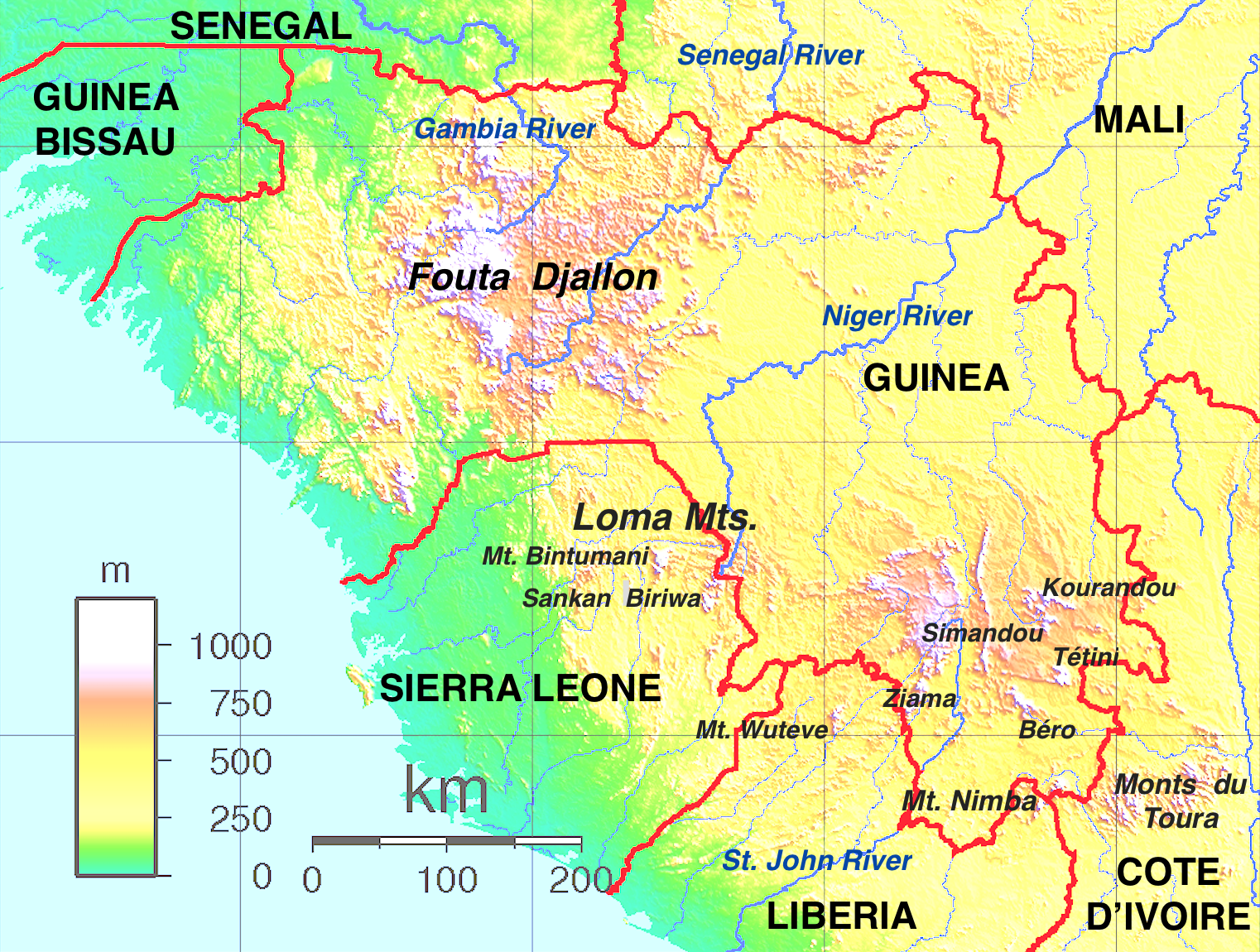
Mapa Gwinei z widoczną Wyżyną Gwinejską

Wyżyna Gwinejska – wyżyna położona w zachodniej Afryce. Jest to de facto płaskowyż, gęsto porośnięty lasem i sawanną, rozciągający się od podnóża pasma Futa Dżalon w Gwinei, poprzez północne części Liberii i Sierra Leone aż po północno-zachodnią część Wybrzeża Kości Słoniowej (niewielki fragment o wysokości 300 m n.p.m. sięga do przygranicznych terenów Gwinei Bissau). Zajmuje obszary położone głównie na wysokości od 300 do 500 m n.p.m. (średnia wysokość przekracza 460 m n.p.m.), przy czym najbardziej wybijający się jest szczyt Nimba (1752 m n.p.m.) na granicy Gwinei i Wybrzeża Kości Słoniowej oraz niższe góry Loma i Tingi, a także szczyt Bintumani. Na wyżynie swoje źródła mają rzeki Niger, Sankarani, Bigoé i Milo. Stanowi ona strefę wododziałową między zlewiskiem otwartego Atlantyku przy wybrzeżu zachodniej Afryki i zlewiskiem Zatoki Gwinejskiej. Pod względem geologicznym Wyżyna Gwinejska jest zbudowana z granitów, łupków metamorficznych i kwarcytów. Poprzez Wyżynę Górnogwinejską jest połączona z wyżynami Dżos i Adamawa w Nigerii.
Główne miasta tego stosunkowo niedostępnego regionu to: Lomou, Macenta, Guéckédou, Beyla i Nzérékoré, które służą jako miejsce sprzedaży towarów, m.in. ryżu, oleju palmowego, nasiona, manioku jadalnego, kawy. W rejonie znajdują się eksploatowane od lat 60. XX wieku złoża rud żelaza, a także mniejsze miejsca wydobywania diamentów. Najważniejsze grupy etniczne zamieszkujące wyżynę to Kpelle, Malinke, Kisi i Manon. Na wyżynie chronione są dwa obszary: Ścisły Rezerwat Mount Nimba i Rezerwat Biosfery Masywu Ziama. Pierwszy o powierzchni 180 km² leży na terenie Gwinei i Wybrzeża Kości Słoniowej, chroni endemiczną florę i faunę. Od 1981 (Gwinea) i 1982 (WKS) jest wpisany na listę światowego dziedzictwa UNESCO. Drugi natomiast ma powierzchnię 1190 km², chroni 1500 gatunków roślin oraz 500 zwierząt i od 1980 jest na liście rezerwatów biosfery UNESCO.